# Günther von Pannewitz
Günther Ludwig Feodor von Pannewitz (6. prosinca 1857. -  23. rujna 1936.) je bio njemački general i vojni zapovjednik. 
Rođen je 6. prosinca 1857. godine. Prije Prvog svjetskog rata zapovijedao 14. pješačkom brigadom smještenom u Halberstadtu, te od veljače 1912. godine s 4. divizijom smještenom u Brombergu na čijem čelu je dočekao i početak rata.
Na početku Prvog svjetskog rata 4. pješačka divizija nalazila se u sastavu 1. armije kojom je zapovijedao Alexander von Kluck. Zapovijedajući navedenom divizijom Pannewitz je sudjelovao u prodoru kroz Belgiju, te u Prvoj bitci na Marni. Nakon toga u studenom 1914. Pannewitz dobiva zapovjedništvo nad XVII. korpusom s kojim sudjeluje u Bitci kod Lodza na Istočnom, te u Bitci na Sommi na Zapadnom bojištu. Za zapovijedanje u navedenoj bitci Pannewitz je 13. rujna 1916. odlikovan ordenom Pour le Mérite. U listopadu 1916. Pannewitz postaje zamjenikom zapovjednika XX. korpusa i na tom mjestu dočekuje i kraj Prvog svjetskog rata.
Günther von Pannewitz preminuo je 23. rujna 1936. godine u 79. godini života u Freiburgu im Breisgauu.

## Vanjske poveznice
(eng.) Günther von Pannewitz na stranici Prussianmachine.com

(njem.) Günther von Pannewitz na stranici Deutschland14-18.de